# Zombi tvrtka
Zombi tvrtka visoko je zadužena tvrtka koja nije sposobna platiti kamate na uzete zajmove zbog svog nerentabilnog poslovanja. Dobit troše samo na plaćanje kamate na kredite i ostale dugove, ali ne i za vraćanje dugova, pa ne samo da im iz poslovanja ne ostaje ništa novaca za organski rast. Kako bi se osiguralo kratkoročno preživljavanje zombi tvrtke, često se uzimaju novi zajmovi s kojima se plaćaju kamate, a možda i otplate postojećih zajmova. Općenito niska razina kamatnih stopa promiče daljnje postojanje zombi tvrtki ili sprječava čišćenje tržišta u normalnoj mjeri. 
Termin "zombi tvrtka" počeo se aktivno primjenjivati u odnosu na japanske tvrtke, koji su podržavali japanske banke u razdoblju nakon kraha japanskog financijskog tržišta u 1990. godini.

## Nastanak zombi tvrtki
Brojne tvrtke koriste zajmovni kapital za ulaganja koja ne mogu izvesti vlastitim kapitalom. Potrebni vanjski kapital može se dobiti, na primjer, u obliku zajmova koje odobravaju banke ili druge institucije. U slučaju zajma, i posuđeni iznos mora se općenito otplatiti. Međutim, može se dogoditi da se uložena investicija ne isplati, jer promijenjena tržišna situacija znači da se prodaja ne razvija onako kako se očekivalo. 
Druga je mogućnost, na primjer, da se troškovi neočekivano povećaju. Svi ti događaji mogu rezultirati tim eda prihod tvrtke koji nije dovoljan za plaćanje glavnice i kamata.
Tvrtka se može naći u situaciji u kojoj s jedne strane imaju velike troškove zbog opterećenja kamatama na uzete kredite, ali s druge strane ima pad ili mali prihod. Ako dotična tvrtka u takvoj situaciji ne promijeni ništa u svom poslovanju, postoji rizik od bankrota u srednjoročnom razdoblju.
Naziv "zombi" tvrtka dolazi iz činjenice da je tvrtka zapravo već nesolventna ("mrtva"), slično zombiju, ali je umjetno održava na životu konstantno novim zajmovima s niskim kamatama. Dakle, radi se o tvrtkama "neumrlih" koje, poput većine zombija, ne mogu same ostati na životu, ali niti "umrijeti" ili bankrotirati. Ako je tvrtka banka, naziva se zombi banka.

## Situacija u Europi
U studiji iz 2017. godine Bank of America (BoA) došla je do zaključka da su oko devet posto od 600 najvećih tvrtki u Europi zombi tvrtke. 
U izvješću, Organizacija za ekonomsku suradnju i razvoj dolazi do zaključka da postoji relativno mnogo zombi tvrtki u usporedbi s drugim europskim zemljama, osobito u južnoj Europi. OECD smatra da je nužno trljanje neproduktivnih tvrtki kako bi se ponovno ojačala produktivnost i konkurentnost Europe.

## Vanjske poveznice
- Agrokor neće moći nastaviti poslovanje kao 'zombi tvrtka'
- Zombie Tvrtke